# ملعب ليباك بولوس
ملعب ليباك بولوس (بالإندونيسية: Stadion Lebak Bulus) ملعب متعدد الأغراض يقع في جاكرتا عاصمة إندونيسيا. يتسع الملعب على 12.000 مقعد ويمكن توسيعه ليتسع لعدد يتراوح من 15000 إلى 25000 شخص. كان يستخدم في الغالب لمباريات كرة القدم. استضاف الملعب مباريات في تصفيات المجموعة السابعة لأبطال آسيا تحت 17 عام 2008 وبطولة كرة القدم للرجال في مباريات المجموعة الثانية من ألعاب الآسيان لعام 2011.
تم هدم الملعب في عام 2013 لبناء مستودع لنظام جاكرتا لقطارات النقل السريع. سيتم بناء الملعب الجديد على مساحة 4.5 هكتارات في بيسانجغراهان بتمويل قدره 580 مليار روبية (62.7 مليون دولار). سوف يحيط الملعب بالسكك الحديدية والطرق السريعة، وسوف يستمر التقدم في الملعب الجديد في ظل حكومة أنيس باسويدان الجديدة. 